# Adaora Elonu
Adaora Nnenna Elonu (Houston, 28 aprile 1990) è una cestista statunitense con cittadinanza nigeriana.
È la sorella di Chinemelu Elonu, anch'egli cestista.

## Carriera
Con la Nigeria ha disputato i Giochi olimpici di Tokyo 2020, i Campionati mondiali del 2018 e quattro edizioni dei Campionati africani (2015, 2017, 2019, 2021).

## Palmarès
- Campionessa NCAA (2011)